# Vic Fuentes
Victor Vincent Fuentes (San Diego, 10 febbraio 1983) è un cantante, chitarrista e bassista statunitense, famoso per essere il frontman del gruppo musicale Pierce the Veil.

## Discografia

### Before Today
- A Celebration of an Ending (2004)

### Pierce the Veil
- A Flair for the Dramatic (2007)
- Selfish Machines (2010)
- Collide with the Sky (2012)
- Misadventures (2016)
- The Jaws of Life (2023)

### Isles & Glaciers
- The Hearts of Lonely People (2010)

### Apparizioni
- Misdelphia - The City, The Circus EP (2009) - voce nella canzone "Aviation"
- Chiodos - Illuminaudio (2010) - voce nella canzone "Love Is a Cat from Hell"
- Appare nel video "All I Want" degli A Day to Remember.
- Appare nel video "The Making of Through Clarity" dei coldrain.
- All Time Low - Don't Panic: It's Longer Now! (2013) - voce nella canzone A Love Like War.